# Ariel Lassiter
Ariel Daniel Lassiter Acuña (ur. 27 września 1994 w Turrialbie) – kostarykański piłkarz pochodzenia amerykańskiego grający na pozycji skrzydłowego w klubie Chicago Fire oraz reprezentacji Kostaryki. Jego ojciec, Amerykanin Roy Lassiter, również był piłkarzem.

## Kariera
Lassiter, zanim rozpoczął dorosłą karierę, występował w drużynach akademickich i juniorskich ze Stanów Zjednoczonych. W 214 wyjechał do Szwecji, gdzie występował w klubie GAIS. Po roku powrócił do USA i grał w LA Galaxy. W 2019 przeniósł się do LD Alajuelense. Od 2020 reprezentuje barwy Houston Dynamo.
W reprezentacji Kostaryki zadebiutował 22 marca 2019 w towarzyskim meczu z Gwatemalą. Został powołany na Złoty Puchar CONCACAF 2021, gdzie zdobył swoją pierwszą bramkę w starciu z Gwadelupą.